# Vespoidea

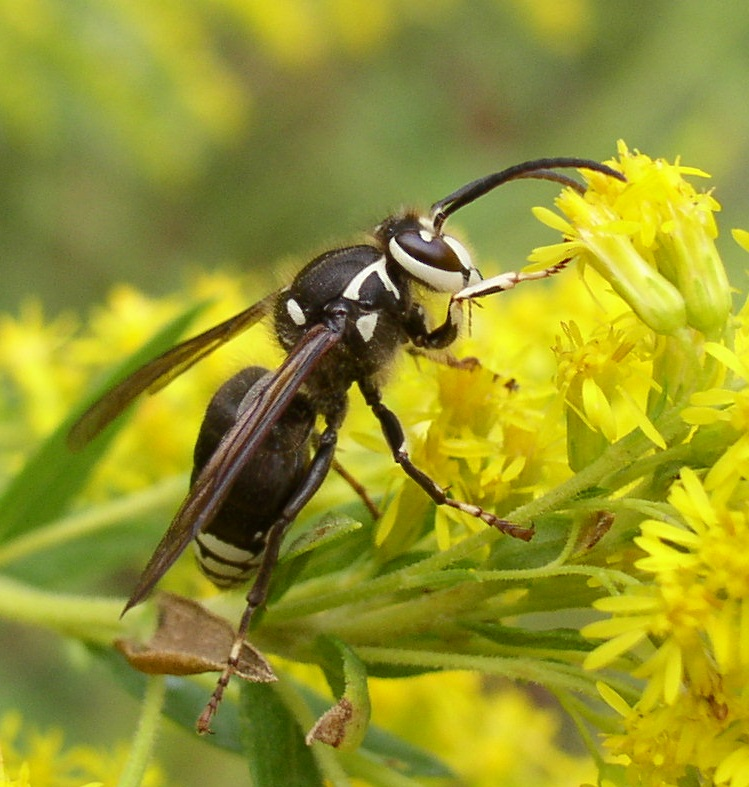
Dolichovespula maculata

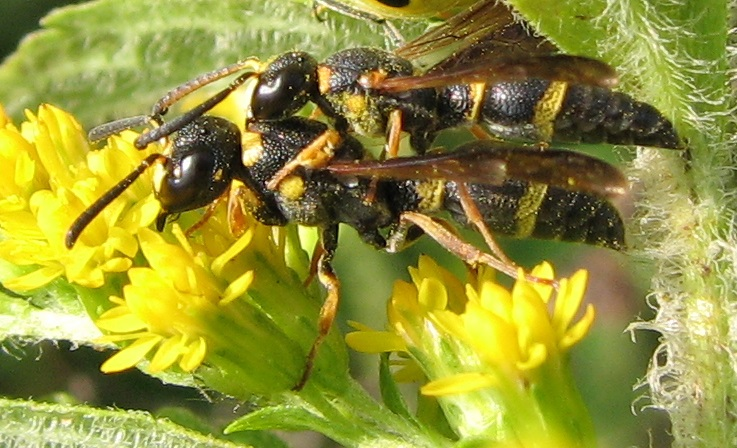
Parancistrocerus perennis

Los vespoideos (Vespoidea) son una superfamilia de insectos del orden Hymenoptera; en antiguos esquemas taxonómicos varía en esta categorización, particularmente en su reconocimiento de la superfamilia Scolioidea, ahora obsoleta. Los miembros más conocidos de este grupo son avispas y avispones.

## Familias de Vespoidea
- †Armaniidae[1][2]
- Bradynobaenidae
- Chyphotidae
- Mutillidae -- hormigas aterciopeladas.
- Myrmosidae
- Pompilidae (ahora en Pompiloidea) -- avispas pompílidas.
- Rhopalosomatidae -- avispas ropalosomátidas.
- Sapygidae -- avispas sapígidas.
- Scoliidae -- avispas escólidas.
- Sierolomorphidae -- avispas sierolomórfidas.
- Thynnidae
- Tiphiidae -- avispas tífidas.
- Vespidae -- avispas típicas; Ropalidia, Vespa, Ancistrocerus, Vespula, Polistes y parientes.

### Taxonomía aceptada recientemente

#### Familias que permanecen en Vespoidea
- Rhopalosomatidae – rhopalosomatid wasps
- Vespidae

#### Familias ahora en Formicoidea
- Formicidae

#### Familias ahora en Pompiloidea
- Mutillidae
- Myrmosidae
- Pompilidae
- Sapygidae

#### Familias ahora en Scolioidea
- Scoliidae

#### Familias ahora en Tiphioidea
- Bradynobaenidae
- Sierolomorphidae
- Tiphiidae

#### Familias ahora en Thynnoidea
- Chyphotidae

- Thynnidae

Algunas clasificaciones más recientes colocan solo las familias Vespidae y Rhopalosomatidae dentro de la superfamilia Vespoidea.
Los estudios genéticos recientes indican que el grupo necesita una profunda revisión taxonómica. Rhopalosomatidae y Vespidae son clados hermanos dentro de Vespoidea. A su vez este grupo es hermano de las restantes avispas (y abejas) vespoideas y apoideas. Además Apoidea está dentro de Vespoidea, lo que sugiere que hay que desmantelar a  Vespoidea (sensu lato) y formar una serie de superfamilias menores: Formicoidea, Scolioidea, Tiphioidea, Thynnoidea y Pompiloidea, en añadidura a una Vespoidea de definición más estrecha. Finalmente las familias  Mutillidae, Tiphiidae y Bradynobaenidae parecen ser parafiléticas. Otro estudio reciente confirma la necesidad de una revisión de las relaciones a alto nivel, aunque las relaciones de los grupos menores dentro de Vespoidea van bien con el patrón original del estudio de 2008, incluidos los grupos parafiléticos Bradynobaenidae y Tiphiidae.

## Filogenia
Posición filogenética tentativa de Vespoidea en Aculeata.

|  | Vespidae         |
|  |                  |
|  | Rhopalosomatidae |
|  |                  |

|  | Pompilidae |
|  |            |
|  | Tiphiidae  |
|  |            |

|  | Scoliidae                                              |
|  |                                                        |
|  | \| \| Apoidea \| \| \| \| \| \| Formicidae \| \| \| \| |
|  |                                                        |
|  | Apoidea                                                |
|  |                                                        |
|  | Formicidae                                             |
|  |                                                        |

|  | Apoidea    |
|  |            |
|  | Formicidae |
|  |            |

|  | Pompilidae |
|  |            |
|  | Tiphiidae  |
|  |            |

|  | Scoliidae                                              |
|  |                                                        |
|  | \| \| Apoidea \| \| \| \| \| \| Formicidae \| \| \| \| |
|  |                                                        |
|  | Apoidea                                                |
|  |                                                        |
|  | Formicidae                                             |
|  |                                                        |

|  | Apoidea    |
|  |            |
|  | Formicidae |
|  |            |

|  | Vespidae         |
|  |                  |
|  | Rhopalosomatidae |
|  |                  |

|  | Pompilidae |
|  |            |
|  | Tiphiidae  |
|  |            |

|  | Scoliidae                                              |
|  |                                                        |
|  | \| \| Apoidea \| \| \| \| \| \| Formicidae \| \| \| \| |
|  |                                                        |
|  | Apoidea                                                |
|  |                                                        |
|  | Formicidae                                             |
|  |                                                        |

|  | Apoidea    |
|  |            |
|  | Formicidae |
|  |            |

|  | Pompilidae |
|  |            |
|  | Tiphiidae  |
|  |            |

|  | Scoliidae                                              |
|  |                                                        |
|  | \| \| Apoidea \| \| \| \| \| \| Formicidae \| \| \| \| |
|  |                                                        |
|  | Apoidea                                                |
|  |                                                        |
|  | Formicidae                                             |
|  |                                                        |

|  | Apoidea    |
|  |            |
|  | Formicidae |
|  |            |

|  | Vespidae         |
|  |                  |
|  | Rhopalosomatidae |
|  |                  |

|  | Pompilidae |
|  |            |
|  | Tiphiidae  |
|  |            |

|  | Scoliidae                                              |
|  |                                                        |
|  | \| \| Apoidea \| \| \| \| \| \| Formicidae \| \| \| \| |
|  |                                                        |
|  | Apoidea                                                |
|  |                                                        |
|  | Formicidae                                             |
|  |                                                        |

|  | Apoidea    |
|  |            |
|  | Formicidae |
|  |            |

|  | Pompilidae |
|  |            |
|  | Tiphiidae  |
|  |            |

|  | Scoliidae                                              |
|  |                                                        |
|  | \| \| Apoidea \| \| \| \| \| \| Formicidae \| \| \| \| |
|  |                                                        |
|  | Apoidea                                                |
|  |                                                        |
|  | Formicidae                                             |
|  |                                                        |

|  | Apoidea    |
|  |            |
|  | Formicidae |
|  |            |

|  | Vespidae         |
|  |                  |
|  | Rhopalosomatidae |
|  |                  |

|  | Pompilidae |
|  |            |
|  | Tiphiidae  |
|  |            |

|  | Scoliidae                                              |
|  |                                                        |
|  | \| \| Apoidea \| \| \| \| \| \| Formicidae \| \| \| \| |
|  |                                                        |
|  | Apoidea                                                |
|  |                                                        |
|  | Formicidae                                             |
|  |                                                        |

|  | Apoidea    |
|  |            |
|  | Formicidae |
|  |            |

|  | Pompilidae |
|  |            |
|  | Tiphiidae  |
|  |            |

|  | Scoliidae                                              |
|  |                                                        |
|  | \| \| Apoidea \| \| \| \| \| \| Formicidae \| \| \| \| |
|  |                                                        |
|  | Apoidea                                                |
|  |                                                        |
|  | Formicidae                                             |
|  |                                                        |

|  | Apoidea    |
|  |            |
|  | Formicidae |
|  |            |